# Miha Drnovšek
Miha Drnovšek slovenski nogometaš, * 17. januar 1987, Brežice. 

## Življenjepis
Miha prihaja iz športne družine. Živi v  Krškem in igra kot  vezni igralec za NK Krško v slovenski drugi ligi. Je drugi kapetan kluba in konec novembra 2014 je postal jesenski prvak  2.SNL za sezono 2014/15Njegov šest let starejši brat  Žiga Drnovšek je nekdanji rokometaš ,ki je igral v 1.Slovenski rokometni ligi in je sedaj rokometni trener pri RK Krško. Doslej je zbral 9. nastopov v 1.SNL